# Bouisset
Pour les articles homonymes, voir Bouisset (homonymie).
Le  Bouisset est un ruisseau français  du Massif central qui coule dans le département de la Lozère. C'est un affluent du Lot en rive droite, donc un sous-affluent de la Garonne.

## Géographie
De 12,1 km de longueur, le Bouisset prend sa source dans le massif de la Margeride, sur la montagne de Coulagnes-Hautes à 1 377 mètres d’altitude. Ce sommet se trouve sur le versant sud-est du plateau du Charpal à quelques centaines de mètres du lac de Charpal commune de Rieutort-de-Randon.
Dès sa naissance le ruisseau s'oriente vers le sud, direction qu'il maintient jusqu'à la fin de son parcours. Sa vallée longe le rebord ouest de la montagne des Combes. Après un parcours de 12,1 kilomètres, il se jette dans le Lot en rive droite sur la commune de Badaroux près du village.

### Département et communes traversées
Le Bouisset traverse ou longe les communes suivantes, toutes situées dans le département de la Lozère : Badaroux, Le Born, Rieutort-de-Randon.

## Principaux affluents
- Ruisseau du Mazel : 1,4 km
- Ruisseau des Combes : 1 km